# Élections européennes de 1989 aux Pays-Bas
Aux Pays-Bas, les élections européennes de 1989 se sont déroulées le 15 juin 1989 pour désigner les 25 députés européens néerlandais au Parlement européen, pour la législature 1989-1994.

## Contexte
Comme lors des élections précédents, le Parti communiste des Pays-Bas, le Parti politique des radicaux et le Parti socialiste pacifiste, le Parti populaire évangélique, ainsi que le Parti vert des Pays-Bas se présentèrent ensemble, au sein d'une liste nommée l'Arc-en-ciel.
Le Parti politique réformé, la Ligue politique réformée et la Fédération politique réformatrice, reformèrent également leur liste commune.

## Mode scrutin
Les députés européens néerlandais furent élus au scrutin proportionnel plurinominal dans une circonscription unique. Les partis politiques avaient la possibilité de former des alliances électorales (lijstverbinding). Les sièges furent répartis entre les partis et alliances électorales ayant dépassé le quota électoral (équivalent au nombre de suffrages exprimés divisés par le nombre de sièges) suivant la méthode d'Hondt. À l'intérieur des alliances électorales, les sièges sont répartis entre les partis membres suivant selon la méthode du plus fort reste.

## Résultats

### Répartition
| Partis                         | Partis                                                                             | Groupe au PE                   | Voix      | %      | +/-   | Sièges | +/- |
| ------------------------------ | ---------------------------------------------------------------------------------- | ------------------------------ | --------- | ------ | ----- | ------ | --- |
|                                | Appel chrétien-démocrate                                                           | PPE                            | 1 814 107 | 34,60  | +4,58 | 10     | +2  |
|                                | Parti travailliste                                                                 | SOC                            | 1 609 626 | 30,70  | -3,00 | 8      | -1  |
|                                | Parti populaire libéral et démocrate                                               | LDR                            | 714 745   | 13,63  | -5,30 | 3      | -2  |
|                                | Arc-en-ciel                                                                        | Verts                          | 365 535   | 6,97   | +1,38 | 2      | =   |
|                                | Démocrates 66                                                                      | LDR                            | 311 990   | 5,95   | +3,67 | 1      | +1  |
|                                | Parti politique réformé-Ligue politique réformée-Fédération politique réformatrice | NI                             | 309 060   | 5,90   | +0,69 | 1      | =   |
|                                | Centre démocrate                                                                   |                                | 40 780    | 0,78   | -0,49 | 0      | =   |
|                                | Parti socialiste                                                                   |                                | 34 332    | 0,65   | n/a   | 0      | n/a |
|                                | Initiative pour une Europe démocratique                                            |                                | 23 298    | 0,44   | n/a   | 0      | n/a |
|                                | Dieu avec nous                                                                     |                                | 18 860    | 0,36   | -0,08 | 0      | =   |
| Total (Participation : 47,5 %) | Total (Participation : 47,5 %)                                                     | Total (Participation : 47,5 %) | 5 242 333 | 100,00 |       | 25     | =   |